# PL/B
PL/B(Programming Language for Business)는 데이터버스(DATABUS)로 불리는 비즈니스 지향 프로그래밍 언어의 하나로, 1972년 데이터포인트가 코볼의 대안으로 개발하였다. 개발 사유로는 당시 데이터포인트의 8비트 컴퓨터들이 코볼을 제한된 메모리에 맞추지 못했고 코볼이 데이터포인트의 내장형 키보드 및 화면을 다루는 기능이 없었기 때문이다.
데이터버스의 버전은 ANSI 표준으로 되었으며, PL/B라는 이름은 데이터포인트가 DATABUS라는 이름의 상표를 릴리스하지 않기로 결정할 때 나오게 되었다.

## 기능
자바나 닷넷처럼 PL/B 프로그램들은 중간 바이트코드로 컴파일되어 런타임 라이브러리에 의해 해석된다. 이러한 연유로 수많은 PL/B 프로그램들은 도스, 유닉스, 리눅스, 윈도우, 운영 체제에서 실행할 수 있다.

## 소스 코드 예제
```
        IF (DF_EDIT[ITEM] = "PHYS")
           STATESAVE MYSTATE
           IF (C_F07B != 2)
              DISPLAY   *SETSWALL 1:1:1:80:
                        *BGCOLOR=2,*COLOR=15:
                        *P49:1," 7-Find "
           ELSE
              DISPLAY   *SETSWALL 1:1:1:80:
                        *BGCOLOR=7,*COLOR=0:
                        *P49:1," 7-Find "
           ENDIF
           STATEREST MYSTATE
           TRAP      GET_PRO NORESET IF F7
        ENDIF
        IF (SHOW_FILTER AND THIS_FILTER AND C_CUSTNO <> "MAG")
           LOADMOD   "filter"
           PACK      PASS_ID WITH "QED     ",QED_ID1,BLANKS
           MOVE      " FILTER DISPLAY (F6)        " TO PASS_DESC
           SET C_BIGFLT
           CALL      RUN_FILT USING PASS_ID,PASS_DESC,"432"
           UNLOAD    "filter"
           CLEAR     THIS_FILTER
        ENDIF
```